# Калмык-Кара
Калмы́к-Кара́ (укр. Калмик-Кара, крымскотат. Qalmuq Qarı, Калмукъ Къары) — исчезнувшее село в Раздольненском районе Республики Крым, располагавшееся на северо-востоке района, в степной части Крыма, примерно в 700 м восточнее современного села Кумово.

## История
Первое документальное упоминание села встречается в Камеральном Описании Крыма… 1784 года, судя по которому, в последний период Крымского ханства Тамукара входил в Мангытский кадылык Козловскаго каймаканства. После присоединения Крыма к России (8) 19 апреля 1783 года, (8) 19 февраля 1784 года, именным указом Екатерины II сенату, на территории бывшего Крымского ханства была образована Таврическая область и деревня была приписана к Евпаторийскому уезду. С началом Русско-турецкой войной 1787—1791 годов, весной 1788 года производилось выселение крымских татар из прибрежных селений во внутренние районы полуострова, в том числе и из Калмык-Кары. В конце войны, 14 августа 1791 года всем было разрешено вернуться на место прежнего жительства. После павловских реформ, с 1796 по 1802 год входила в Акмечетский уезд Новороссийской губернии. По новому административному делению, после создания 8 (20) октября 1802 года Таврической губернии, Калмык-Кара был включён в состав Джелаирской волости Евпаторийского уезда.
По Ведомости о волостях и селениях, в Евпаторийском уезде с показанием числа дворов и душ… от 19 апреля 1806 года в деревне Калмык-Кара числилось 9 дворов и 63 жителя крымских татар. Видимо, вследствие эмиграции крымских татар в Турцию, деревня опустела и на военно-топографической карте генерал-майора Мухина 1817 года Калмукара обозначена пустующей. После реформы волостного деления 1829 года Калму Кара, согласно «Ведомости о казённых волостях Таврической губернии 1829 года» отнесли к Атайской волости (переименованной из Джелаирской) — видимо, появилось какое-то население. На карте 1836 года в деревне 12 дворов, а на карте 1842 года деревня Калмык-Кара обозначена условным знаком «малая деревня», то есть, менее 5 дворов.
Согласно «Памятной книжке Таврической губернии за 1867 год», деревня была покинута, в результате эмиграции крымских татар, особенно массовой после Крымской войны 1853—1856 годов, в Турцию и лежала в развалинах.
Вновь Калму-Кары встречается в Статистическом справочнике Таврической губернии. Ч.II-я. Статистический очерк, выпуск пятый Евпаторийский уезд, 1915 год, согласно которому на хуторе И. Гелеловича Коджанбакской волости в 1 дворе числилось 9 человек приписных жителей и 16 — «посторонних», из которых 14 мужчин и 11 женщин. При хуторе числилось 112,5 десятинами удобной земли. В хозяйстве имелось 18 лошадей, 6 волов, 5 коров и 25 голов мелкого скота.
После установления в Крыму Советской власти, по постановлению Крымревкома от 8 января 1921 года № 206 «Об изменении административных границ» была упразднена волостная система и в составе Евпаторийского уезда был образован Бакальский район, в который включили село, а в 1922 году уезды получили название округов. 11 октября 1923 года, согласно постановлению ВЦИК, в административное деление Крымской АССР были внесены изменения, в результате которых округа были отменены, Бакальский район упразднён и село вошло в состав Евпаторийского района. Согласно Списку населённых пунктов Крымской АССР по Всесоюзной переписи 17 декабря 1926 г., в селе Калму-Кары, Кизил-Байского сельсовета Евпаторийского района, числилось 5 дворов, население составляло 20 человек, из них 9 украинцев, 7 русских и 4 немца. Селение ещё отмечено на карте 1931 года, а на двухкилометровке РККА 1942 года уже не значится.